# Supercoppa olandese 2024 (pallavolo maschile)
La Supercoppa olandese 2024, 33ª edizione della Supercoppa nazionale maschile di pallavolo, si è svolta il 15 settembre 2024: al torneo hanno partecipato due squadre di club olandesi e la vittoria finale è andata per la quarta volta all'Orion.

## Regolamento
La formula ha previsto una gara unica.

## Squadre partecipanti
| Squadra | Qualificazione                                              |
| ------- | ----------------------------------------------------------- |
| Limax   | Finalista Coppa dei Paesi Bassi 2023-24                     |
| Orion   | Vincitrice Coppa dei Paesi Bassi 2023-24/Eredivisie 2023-24 |

## Torneo
| 15 settembre 2024 SaZa Topsporthal, Doetinchem Durata: 2h:27 - Spettatori: ? | Orion | 3 - 2 | Limax | 25-27, 25-21, 25-19, 20-25, 15-11 |